# Zamzam

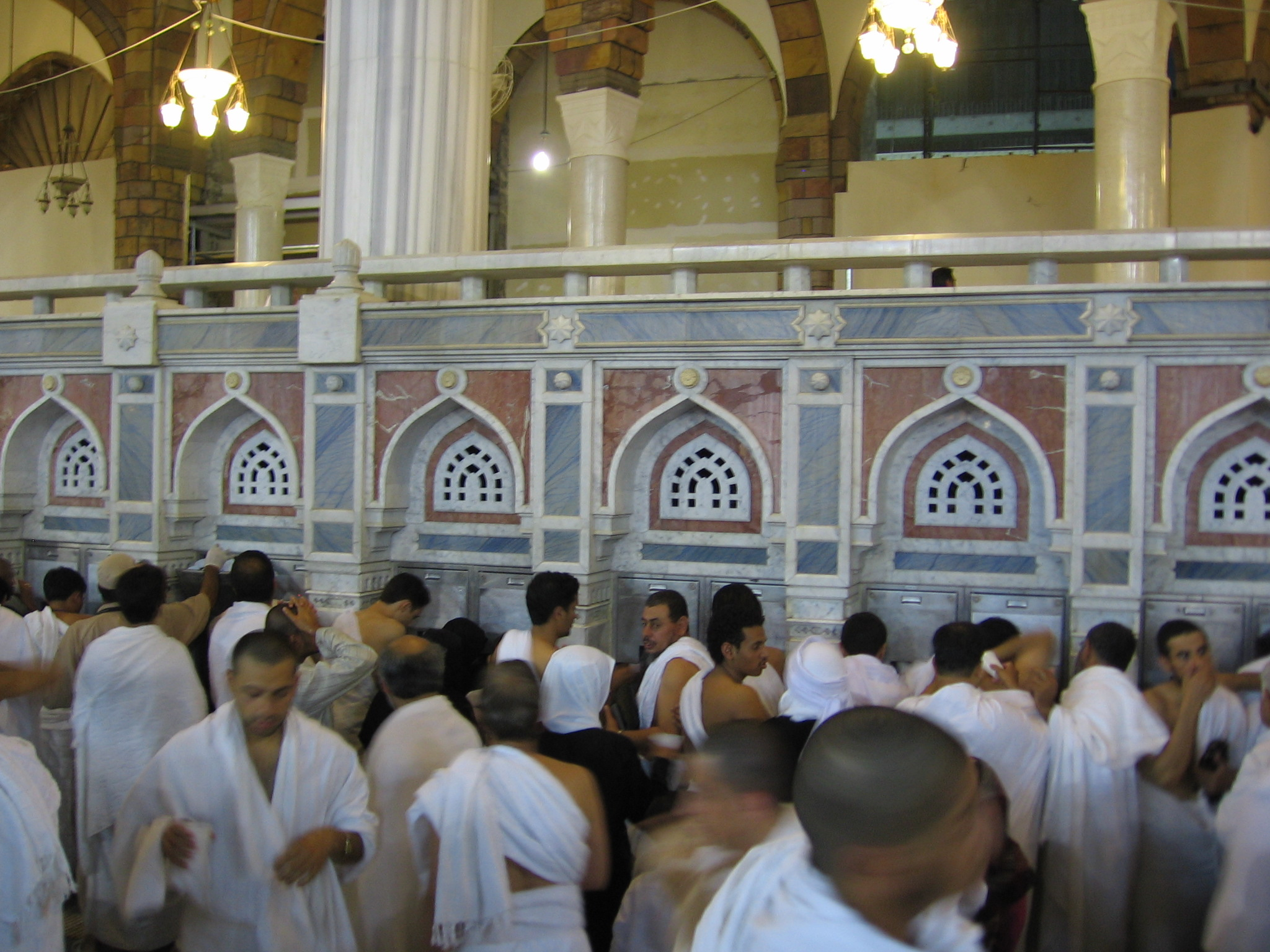
Poutníci u Zamzamu

Zamzam je pramen, který se nachází na nádvoří mešity Al-Masdžid al-Harám v Mekce, asi dvacet metrů východně od Ka'by.
Podle islámské tradice objevila Zamzam Hadžár, matka Ismá'ílíja. Když ji Ibrahím zapudil do pouště, dostal po nějakém čase Ismá'íl žízeň. Hadžár na to začala shánět vodu. Sedmkrát oběhla pahorky Safá a Marwá, než nad ni Bůh seslal anděla Džibríla, který vyhloubil díru v zemi a dal vytrysknout prameni. Jiná verze příběhu říká, že se voda prostě náhle sama objevila pod nohama Ismá'íla.
Příběh nálezu pramene v poušti si muslimové připomínají dodnes během poutí umra a hadždž rychlou chůzí či během mezi pahorky Safá a Marwá.